# 121 a.C.
Il 121 a.C. (CXXI a.C. in numeri romani) è un anno  del II secolo a.C.

## Eventi
- Quinto Fabio Massimo Allobrogico, Lucio Opimio diventano consoli della Repubblica romana.
- La Gallia Transalpina divenne provincia romana.
- I Romani sconfiggono una coalizione di Arverni e Allobrogi presso Vindalium.
- Il generale cinese Huo Qubing sconfigge l'esercito Xiongnu, cacciandoli dal Gansu.
- Non essendo stato rieletto tribuno della plebe, Gaio Sempronio Gracco tenta invano una rivolta servile.

## Nati
- Publio Sulpicio Rufo, politico romano († 88 a.C.)

## Morti

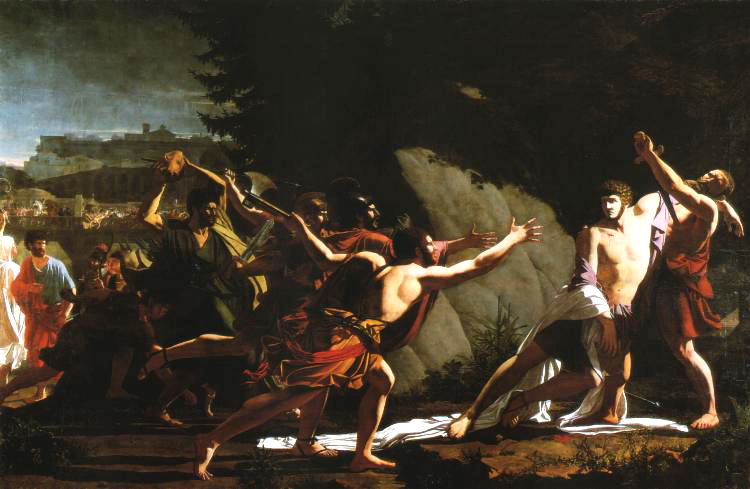
La morte di Gaio Sempronio Gracco dipinta da François Topino-Lebrun

- Arsace X, sovrano
- Cleopatra Tea, regina egizia
- Marco Fulvio Flacco, senatore romano
- Gaio Sempronio Gracco, politico romano (n. 154 a.C.)